# 山本昌也
山本 昌也（やまもと まさや、1959年 - ）は、兵庫県・淡路島出身のオートバイ・トライアルライダー。

## 来歴・人物
子供の頃から、自転車に乗ることが好きだった山本は、16歳になり原動付き自転車免許を取得しヤマハ・MR50を購入する。トライアルという競技を知る前から山で走り回って、斜面をどこまで登ることができるか何度もトライしていた。山本はその後、本格的にトライアルを始めていく事になる。そのきっかけのひとつとして、南野年明（当時のエキスパートライダー）に「ボク、うまいなあ、単車買いや。買うたらトライアル教えたるから」と見初められ、初めてのトライアル車となるTY125を購入した。山本は定時制高校に通いながら朝から暗くなるまで走り込んだ。
1976年(17歳) 現在の国内A級に当たるジュニアに昇格後、いきなりチャンピオンとなる。その頃には"少年"と呼ばれる。
1978年（19歳） 国際A級に昇格し、TY250に乗り換えてランキング8位となる。
1980年（21歳） TLR200Rでついに国際A級で初優勝を飾り、ランキング7位を獲得。
1982年（23歳） HRCのワークスライダーとなり、国際A級クラスのランキング1位となり初のシリーズチャンピオンを獲得する。

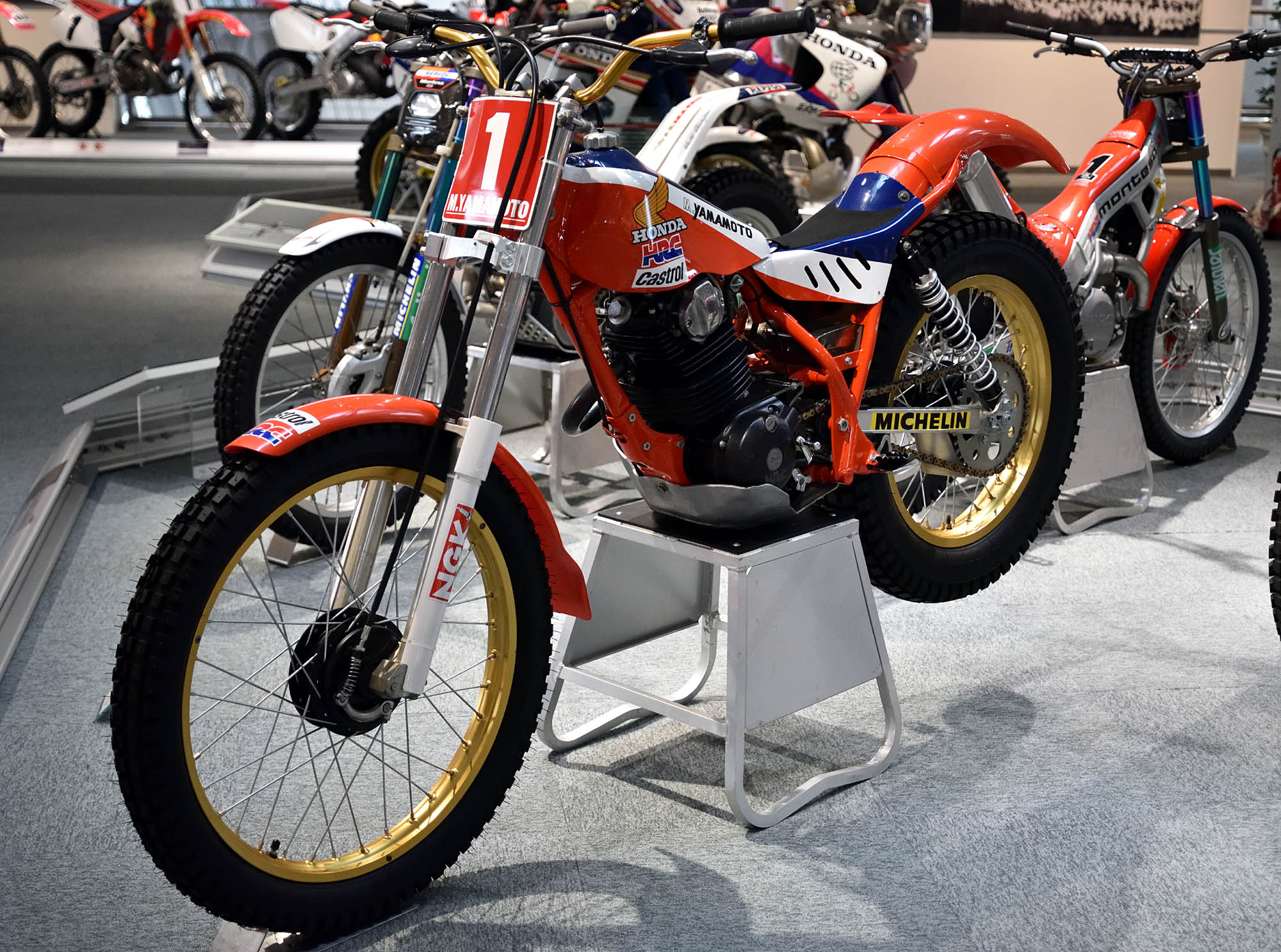
1983年に山本が駆ったRS250T

1983年（24歳） 国際A級クラスランキング1位。全日本トライアル選手権を7戦中5勝と圧倒的な強さを見せ付ける。この頃に開発されたワークスマシンRS250Tは現在、ツインリンクもてぎのホンダコレクションホールに展示されている。
1984年（25歳） 国際A級クラスランキング1位。9月2日 世界トライアル選手権、第11戦フィンランド大会に初出場で6位に入賞する快挙を成し遂げる。
1985年（26歳） 国際A級クラスランキング1位。
1986年（27歳） 国際A級クラスランキング1位。前人未到の全日本トライアル選手権5年連続チャンピオン（1982年～1986年）を達成する。
1991年（32歳）9月29日 インターナショナル・スーパースタジアム・トライアルで現役を引退した。引退後は、チームマサヤを主宰し国際A級ライダーの泉裕朗などをサポートした。
2016年現在は、MFJ近畿トライアル委員長を務め、近畿選手権の主催や、全日本トライアル選手権への運営・解説に携わっている。また、FIM世界トライアル選手権での解説も担当する。
また、自身もライダーとしてスクールの講師や地方選手権などに積極的に参加し、後進への育成に励んでいる。

## 真直角
オートバイ・トライアルの見所でもある、ステアケース（大きな岩や高い段差）を走破するテクニックの中で、山本は垂直に切り立った1m以上のステアケースを上がる「真直角」というテクニックを編み出した。ステアケースに対してフロントタイヤを突き当て、その後にオートバイを真上に引き上げるように伸び上がることで、マシンのホイールベースに近いような高さのステアケースでも走破することができる。海外のトップライダー（テリー・ミショー）が苦しむようなステアケースも、山本は見事に上がる事ができた。
そのようなトライアルテクニックを分解写真を用いて解説された教本「山本昌也の攻撃型トライアル入門」が1982年に発売されており、著者は南野年明で、発行はアップダウン社である。